# 赤い人
『赤い人』（あかいひと）は、吉村昭の長編歴史小説。『文芸展望』17号（1977年4月）および18号（1977年7月）に掲載され、筑摩書房より刊行された。

## 概要
北海道における囚人たちによる開拓の実態を描いた歴史小説である。冒頭部分に「筒袖の着物を着、襦袢を身につけているが、すべて赤い」と書かれてあることから、タイトルの『赤い人』とは囚人を意味する言葉であると考えられるが、囚人たちよりも月形潔をはじめとする歴代の典獄たちの活躍に重点を置いた作品となっている。
会話が少なく、地の文が作品の大部分を占めた構成である。

## 主な登場人物

### 集治監
月形潔
元内務省御用掛権少書記官。樺戸集治監の初代典獄。
集治監に収容される囚人には主として開墾の労役を課すべきと考え、部下の海賀に須倍都太（スベツブト）の地に適した農作物の研究を命じる。
海賀直常
月形潔の部下。看守長。
集治監の候補地を探すため、羊蹄山麓および十勝川一帯を視察した。
看守長を辞した後、月形村土功組合長として農耕に従事した。
安村治孝
元大警部囚獄署長。樺戸集治監の2代目典獄。
三等大警部として西南の役に参加し負傷。その後市ヶ谷監獄署に勤務し、内務畑で頭角をあらわす。
有馬四郎助
新設された網走分監の初代分監長。
北海道横断路開鑿の使命を託して登用してくれた長官の期待に添いたいと願い、異常な熱意を持って計画に取り組む。

### 囚人
西川寅吉（五寸釘寅吉）
囚人。
ここにくるまで3回の脱獄歴があるため、特に厳重に監視される。
樺戸でも逃亡し、のちに空知集治監へ移送される。
熊坂長庵
神奈川県生まれの絵師。
弐円紙幣の偽造をしたために逮捕。1882年（明治15年）12月8日、神奈川重罪裁判所で無期徒刑を言い渡され、上告するも棄却。樺戸集治監に押送される。
坂本慶次郎（稲妻小僧）
強盗常習犯。身長6尺、体重25貫と大柄。
足が驚くほど速く、1日に48里も逃げのびたことから「稲妻小僧」と称された。
出獄後も犯行を重ねたため、無期徒刑の判決を受けて樺戸へ押送された。
根谷新太郎（明治の鼠小僧）
常習の窃盗犯。追われると小柄な体を利用して軽々と身を躍らせて逃げるため「明治の鼠小僧」と称される。
窃盗専門で殺傷には無縁なため、本人は刑は軽いと予想していたが犯行回数が多いことから無期徒刑の判決を受ける。その処置に不満で収容された福島監獄から脱獄を試みたが捕縛され、樺戸に押送されてきた。
大沢房次郎（海賊房次郎）
明治2年埼玉県生まれ。妹のよしは「鬼神のお松」と呼ばれた女賊。弟の和十郎も窃盗の常習犯。
水泳がたくみで舟を利用して逃げることが多いため「海賊房次郎」と称された。
18歳のとき窃盗で投獄されて釈放された後、徴兵検査で合格し兵舎に入営するも脱走。盗みを重ねながら逃げ回るが、捕らえられて軍法会議により無期徒刑の判決を受けて北海道に送られる。仮出獄後再び強盗罪で15年の刑を言い渡され、樺戸監獄に送られる。
頭の回転が早く、囚人たちを威圧する胆力と体力を備えていたので、根谷新太郎とともに牢名主のような扱いを受ける。
奥宮健之
挙兵に必要な資金を得るため、民家で金品を奪うことを繰り返し、捕縛しようとした警察官を平田橋で殺害（平田橋事件）し、無期徒刑に処せられた。
樺戸集治監で服役。1897年（明治30年）の大赦令で放免された。
大逆事件で死刑判決を受け、処刑された。

### その他
レコンテ
アイヌの猟師。石狩港に近い生振村の出身。
須倍都太の地理に明るいため、月形たちを案内した。
調所広丈
開拓使本庁の大書記官。
農耕に適した沃地を備え、石狩川を利用した運輸も可能な須倍都太を候補地として推した。
金子堅太郎
太政官大書記官。
北海道開拓に囚人を積極的に使用し、しかもその作業は北海道発展の基礎となる道路開鑿に集中すべきだと建言した。